# Lier (Belgien)
 For alternative betydninger, se Lier (flertydig). (Se også artikler, som begynder med Lier)
Lier er en belgisk kommune og en by heri beliggende i provinsen Antwerpen. Kommunen har 33.930 indbyggere og et areal på 49,70 km², hvilket giver en befolkningstæthed på 669 pr. km².
Byen er kendt for sine ølmærker Caves og Sint Gummarus, sidstnævnte opkaldt efter byens katolske skytshelgen Skt. Gummarus. Desuden har Van Hool, en stor busproducent, hjemsted i kommunen.
Fodboldholdet Lierse SK har hjemme i Lier.